# L'Hôpital-du-Grosbois
Pour les articles homonymes, voir L'Hôpital.
L'Hôpital-du-Grosbois  est une commune française située dans le département du Doubs, la région culturelle et historique de Franche-Comté et la région administrative Bourgogne-Franche-Comté.
Les habitants se nomment les Grosboisiens et Grosboisiennes, noms qu'ils partagent avec ceux de Grosbois et de Grosbois-en-Montagne.

## Géographie

### Climat
Pour des articles plus généraux, voir Climat de la Bourgogne-Franche-Comté et Climat du Doubs.
En 2010, le climat de la commune est de type climat de montagne, selon une étude du Centre national de la recherche scientifique s'appuyant sur une série de données couvrant la période 1971-2000. En 2020, Météo-France publie une typologie des climats de la France métropolitaine dans laquelle la commune est exposée à un climat semi-continental et est dans la région climatique  Jura, caractérisée par une forte pluviométrie en toutes saisons (1 000 à 1 500 mm/an), des hivers rigoureux et un ensoleillement médiocre. 
Pour la période 1971-2000, la température annuelle moyenne est de 9 °C, avec une amplitude thermique annuelle de 16,7 °C. Le cumul annuel moyen de précipitations est de 1 310 mm, avec 13,5 jours de précipitations en janvier et 10,4 jours en juillet. Pour la période 1991-2020, la température moyenne annuelle observée sur la station météorologique de Météo-France la plus proche, « Adam-lès-Vercel », sur la commune d'Adam-lès-Vercel à 13 km à vol d'oiseau, est de 9,8 °C et le cumul annuel moyen de précipitations est de 1 510,7 mm. 
La température maximale relevée sur cette station est de 38,4 °C, atteinte le 24 juillet 2019 ; la température minimale est de −22,9 °C, atteinte le 2 mars 2005,,. 
Les paramètres climatiques de la commune ont été estimés pour le milieu du siècle (2041-2070) selon différents scénarios d'émission de gaz à effet de serre à partir des nouvelles projections climatiques de référence DRIAS-2020. Ils sont consultables sur un site dédié publié par Météo-France en novembre 2022.

## Urbanisme

### Typologie
Au 1er janvier 2024, L'Hôpital-du-Grosbois est catégorisée commune rurale à habitat dispersé, selon la nouvelle grille communale de densité à 7 niveaux définie par l'Insee en 2022.
Elle est située hors unité urbaine. Par ailleurs la commune fait partie de l'aire d'attraction de Besançon, dont elle est une commune de la couronne,. Cette aire, qui regroupe 310 communes, est catégorisée dans les aires de 200 000 à moins de 700 000 habitants,.

### Occupation des sols
L'occupation des sols de la commune, telle qu'elle ressort de la base de données européenne d’occupation biophysique des sols Corine Land Cover (CLC), est marquée par l'importance des forêts et milieux semi-naturels (69,5 % en 2018), une proportion identique à celle de 1990 (69,5 %). La répartition détaillée en 2018 est la suivante : 
forêts (69,5 %), zones agricoles hétérogènes (19,3 %), zones urbanisées (7,2 %), prairies (4 %). L'évolution de l’occupation des sols de la commune et de ses infrastructures peut être observée sur les différentes représentations cartographiques du territoire : la carte de Cassini (XVIIIe siècle), la carte d'état-major (1820-1866) et les cartes ou photos aériennes de l'IGN pour la période actuelle (1950 à aujourd'hui).

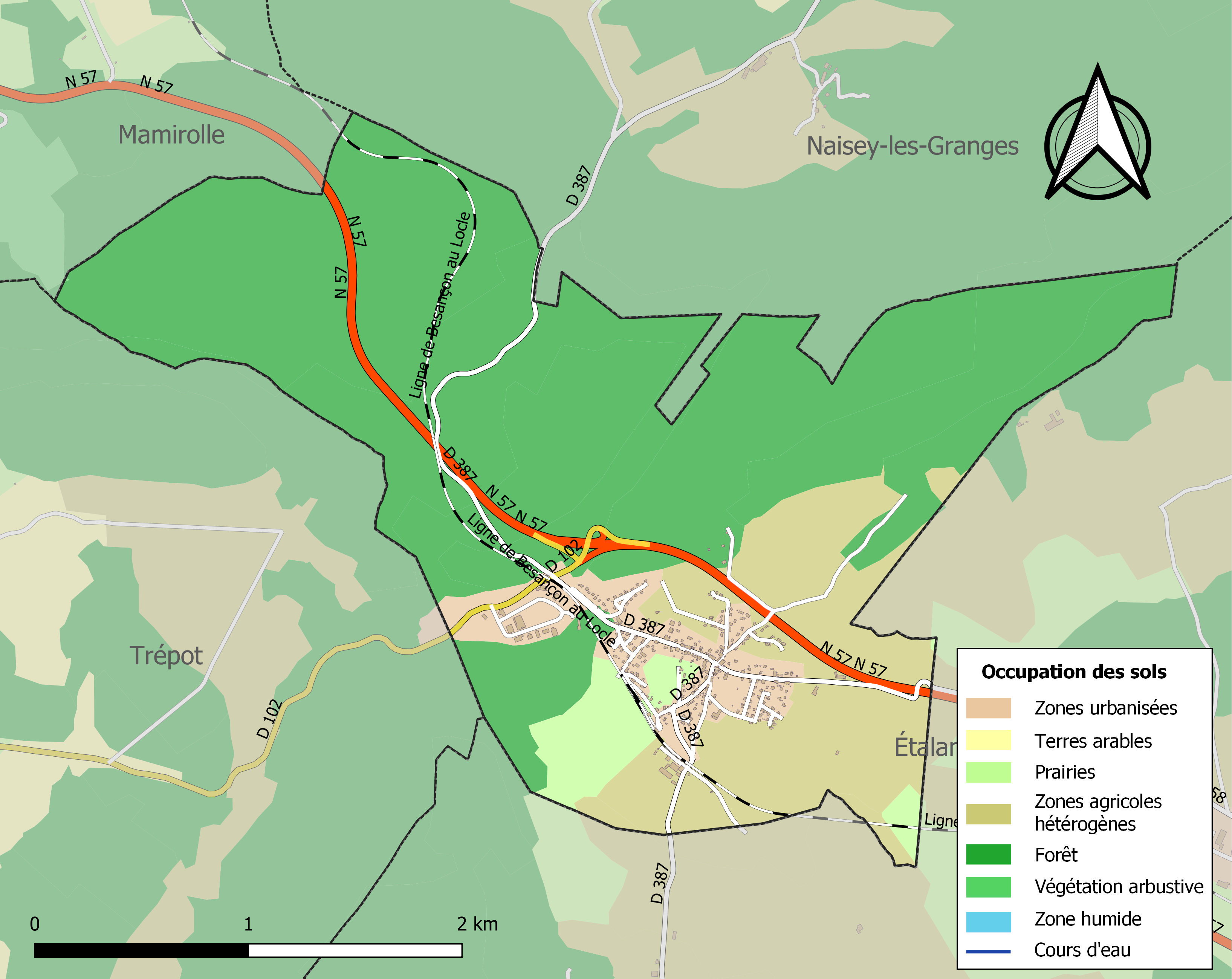
Carte des infrastructures et de l'occupation des sols de la commune en 2018 (CLC).

## Histoire
Une maladrerie, dépendant de l’hôpital Saint-Jacques de Besançon, y fut implantée, au Moyen Âge, autour d’une chapelle (L'église du village occupe son emplacement). La maison commune fut précédemment un relais de poste.

## Desserte ferroviaire
Le bourg de la commune est desservi, depuis août 1884, par la voie ferrée Besançon -Le Locle (Suisse). Simultanément, est mis en service le tronçon de 25 km à voie unique Hopital du Grosbois-Lods qui a été totalement fermé au trafic ferroviaire en 1988 et déclassé en 1995. Le parcours de ce tronçon a été aménagé en voie verte entre l'Hôpital-du-Grosbois et Ornans.

## Héraldique
| Blason de Hôpital-du-Grosbois (L’) | Blason  | Coupé : au 1er parti au I de gueules à la croix de Malte pommetée d’argent, au II d’azur à la colombe su Saint-Esprit d’argent brochant sur un anneau du même, au 2e d’or au coupeau de sable adextré d’un sapin et senestré d’un chêne, le tout de sinople. |
| Blason de Hôpital-du-Grosbois (L’) | Détails | Le statut officiel du blason reste à déterminer. |

## Politique et administration
| Période                                  | Période                   | Identité                                            | Étiquette | Qualité                                        |
| ---------------------------------------- | ------------------------- | --------------------------------------------------- | --------- | ---------------------------------------------- |
| mars 2001                                | En cours (au 31 mai 2020) | Jean Claude Grenier, Réélu pour le mandat 2020-2026 | DVD       | Artisan Président de la Communauté de Communes |
| Les données manquantes sont à compléter. |                           |                                                     |           |                                                |

## Démographie
L'évolution du nombre d'habitants est connue à travers les recensements de la population effectués dans la commune depuis 1793. Pour les communes de moins de 10 000 habitants, une enquête de recensement portant sur toute la population est réalisée tous les cinq ans, les populations de référence des années intermédiaires étant quant à elles estimées par interpolation ou extrapolation. Pour la commune, le premier recensement exhaustif entrant dans le cadre du nouveau dispositif a été réalisé en 2005.

En 2022, la commune comptait 605 habitants, en évolution de +2,02 % par rapport à 2016 (Doubs : +1,88 %, France hors Mayotte : +2,11 %).
| 1793 | 1800 | 1806 | 1821 | 1831 | 1836 | 1841 | 1846 | 1851 |
| ---- | ---- | ---- | ---- | ---- | ---- | ---- | ---- | ---- |
| 207  | 224  | 253  | 202  | 272  | 270  | 270  | 303  | 292  |

| 1856 | 1861 | 1866 | 1872 | 1876 | 1881 | 1886 | 1891 | 1896 |
| ---- | ---- | ---- | ---- | ---- | ---- | ---- | ---- | ---- |
| 281  | 284  | 279  | 267  | 257  | 259  | 286  | 244  | 261  |

| 1901 | 1906 | 1911 | 1921 | 1926 | 1931 | 1936 | 1946 | 1954 |
| ---- | ---- | ---- | ---- | ---- | ---- | ---- | ---- | ---- |
| 260  | 288  | 322  | 276  | 264  | 258  | 233  | 202  | 243  |

| 1962 | 1968 | 1975 | 1982 | 1990 | 1999 | 2005 | 2006 | 2010 |
| ---- | ---- | ---- | ---- | ---- | ---- | ---- | ---- | ---- |
| 219  | 257  | 279  | 349  | 349  | 377  | 475  | 488  | 554  |

| 2015 | 2020 | 2022 | - | - | - | - | - | - |
| ---- | ---- | ---- | - | - | - | - | - | - |
| 586  | 590  | 605  | - | - | - | - | - | - |

## Lieux et monuments
- Plusieurs bâtiments recensés dans la base Mérimée :
  - L'église Saint-Denis[23], édifiée en 1717 qui recèle plusieurs éléments recensés dans la base Palissy : retable du maître-autel, confessionnal, 16 bancs de fidèles, meuble de sacristie (chasublier), chaire à prêcher.
  - La chapelle Notre-Dame-auxiliatrice construite en 1854[24].
  - L'école construite dans la deuxième moitié du XIXe siècle[25].
- La gare

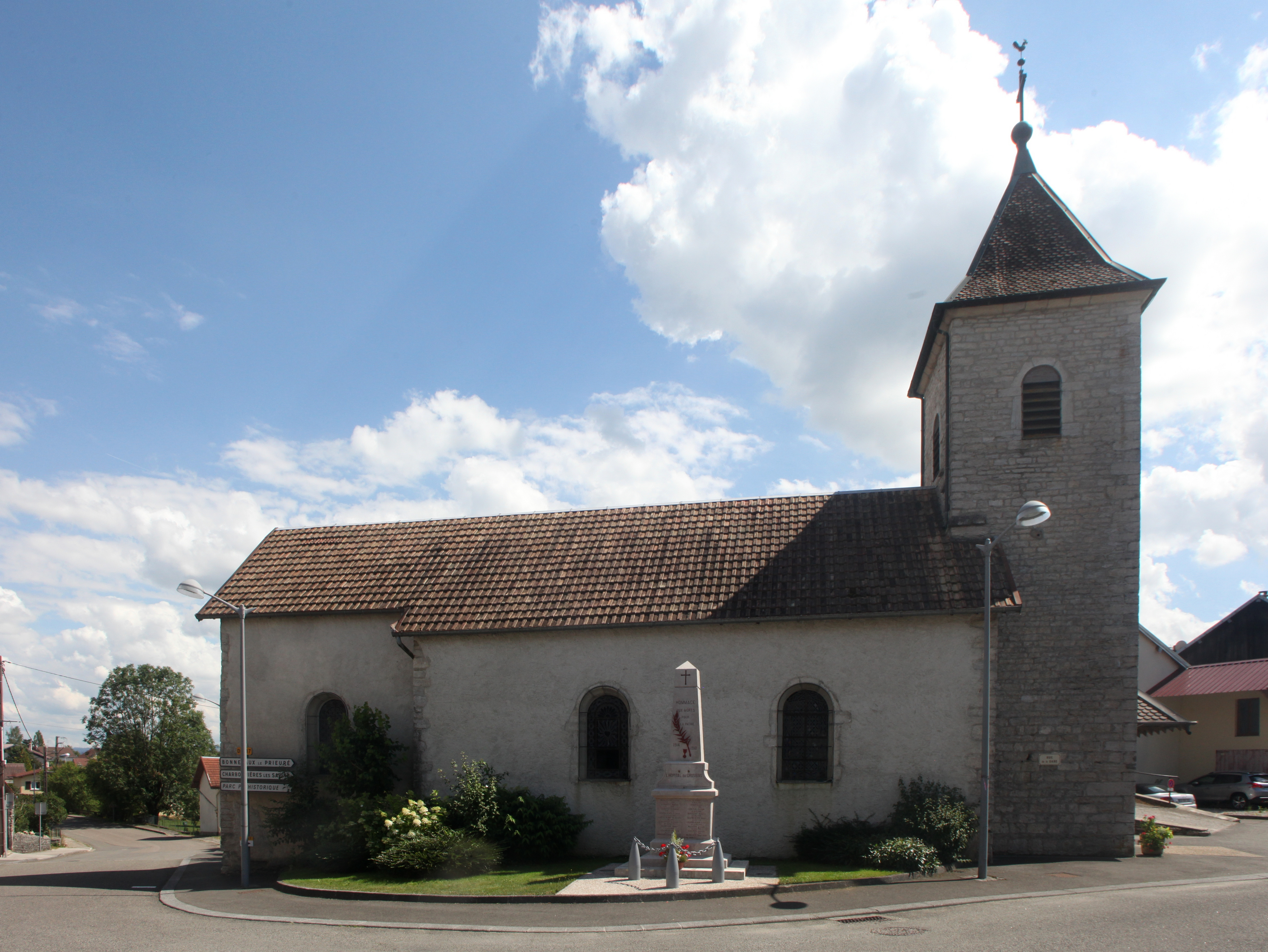
Église.
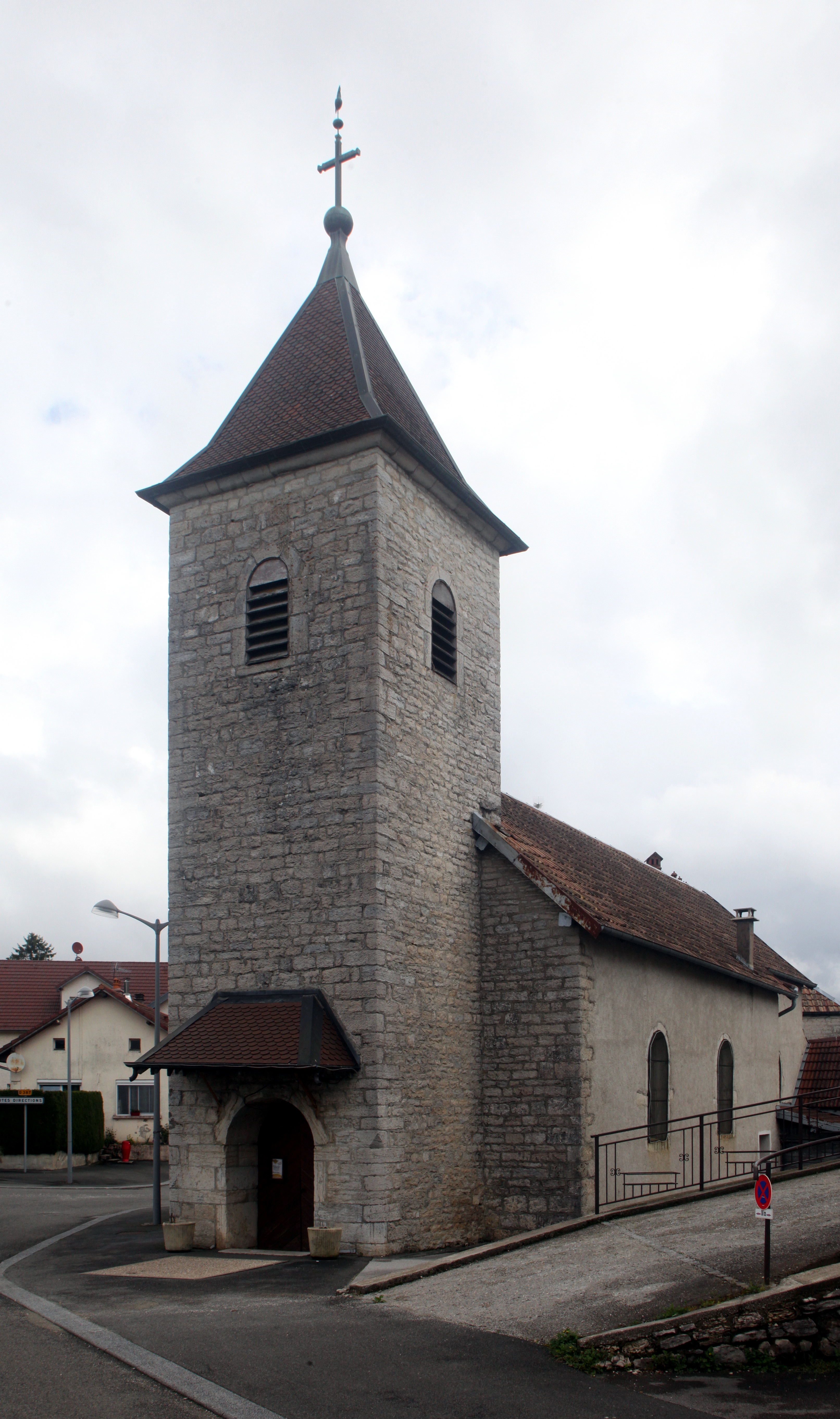
Église.
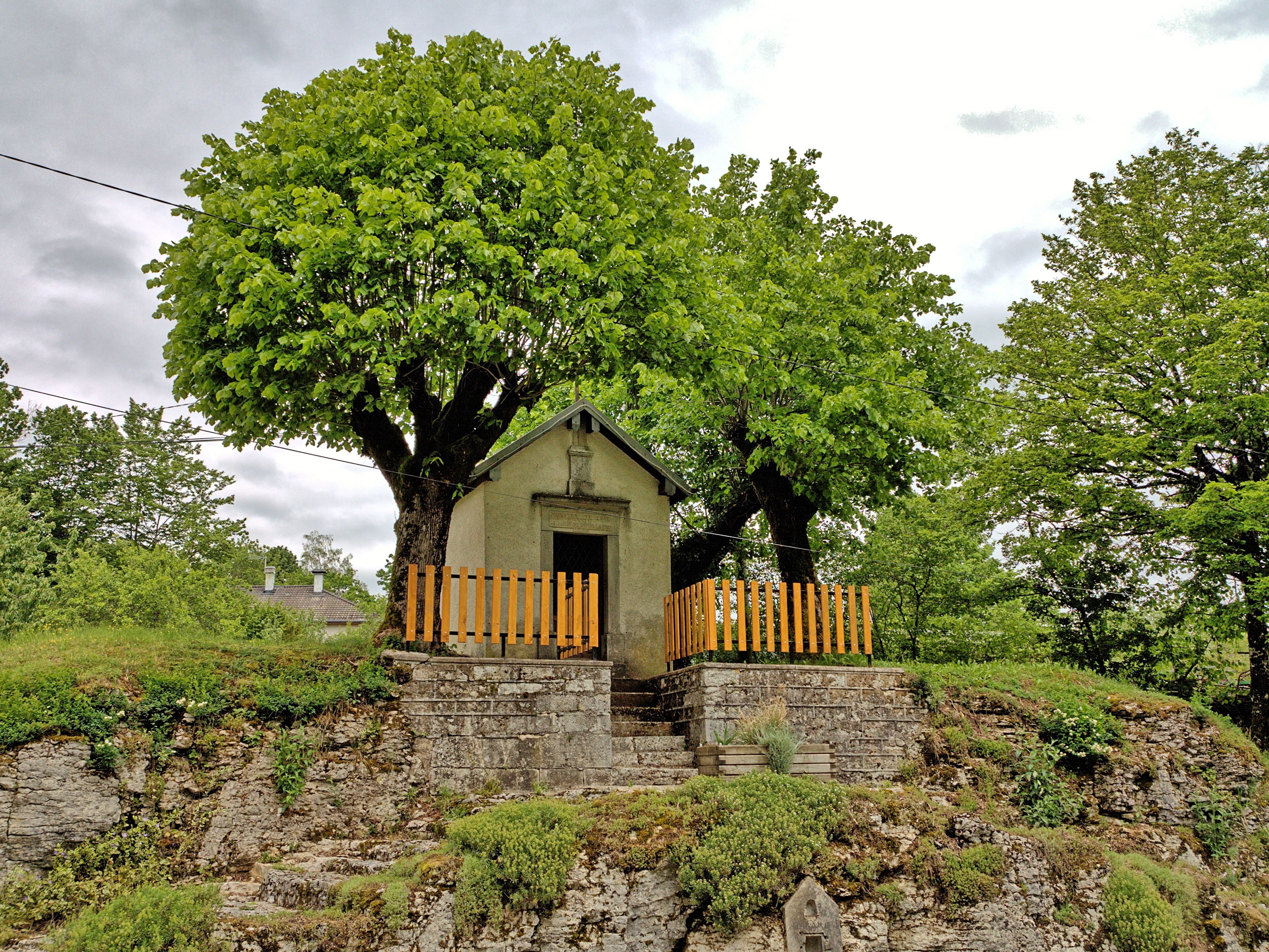
Chapelle au lieu-dit Haut de l'Essart.
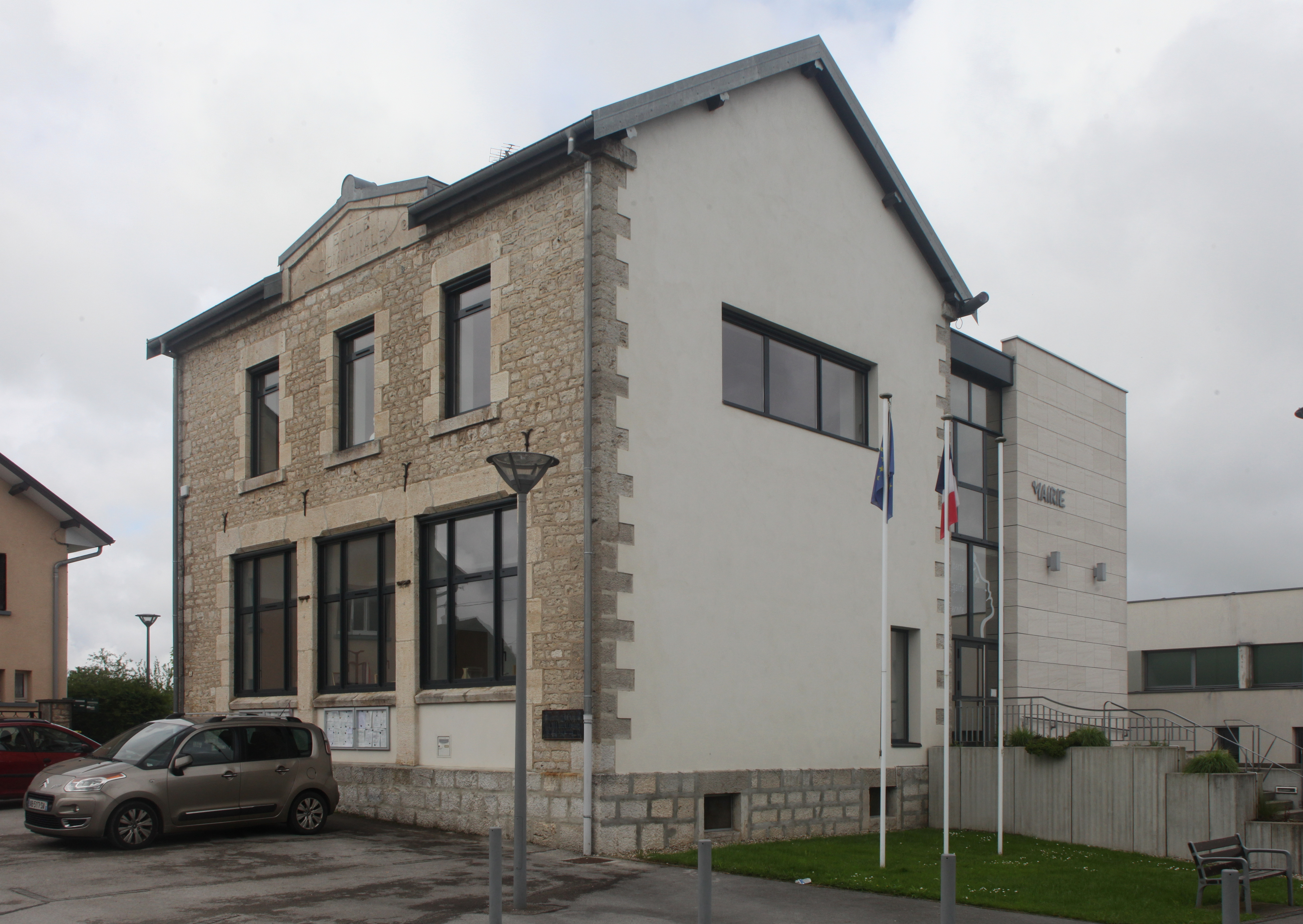
Mairie.
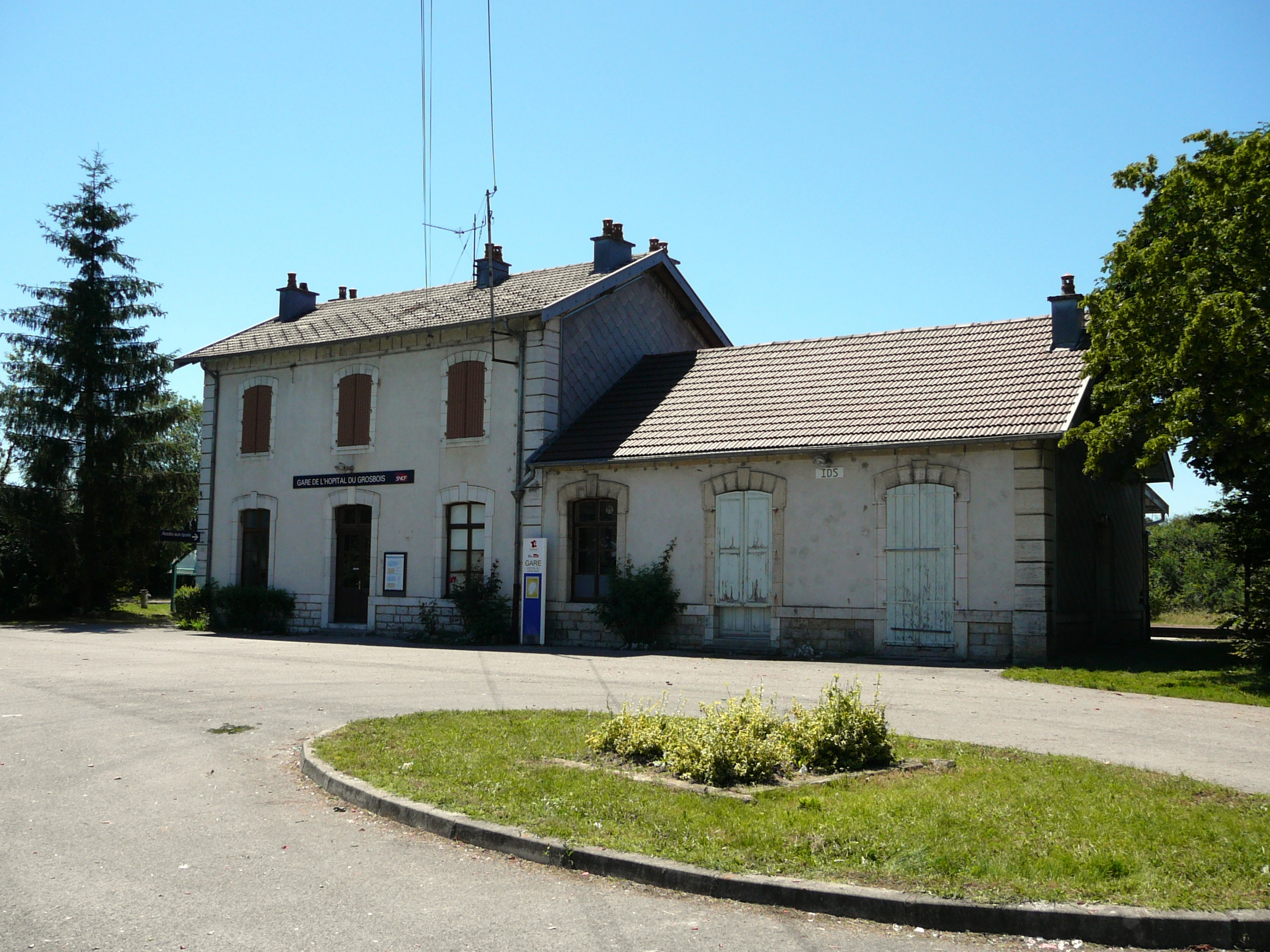
Gare.

## Événements
- 2008 du 1er au 3 avril : tournage du film La Guerre des miss de Patrice Lecomte.
- Mai 2010 : découverte d'ossements d'ours bruns dans le gouffre de la Nisotte[26] par les spéléologues du canton de Rougemont.